# Lista odcinków serialu Wyposażony
Poniżej znajduje się lista odcinków serialu telewizyjnego Wyposażony – emitowanego przez amerykańską stację telewizyjną HBO od 28 czerwca 2009 do 4 grudnia 2011. Natomiast w Polsce był emitowany przez HBO Polska od 9 października 2009 do 19 grudnia 2011. Serial składa się z 3 sezonów, łącznie z 30 odcinków.
| Sezon | Sezon | Odcinki | Oryginalna emisja   | Oryginalna emisja | Oryginalna emisja    | Oryginalna emisja | Oryginalna emisja |
| Sezon | Sezon | Odcinki | Premiera sezonu     | Finał sezonu      | Premiera sezonu      | Finał sezonu      |                   |
| ----- | ----- | ------- | ------------------- | ----------------- | -------------------- | ----------------- | ----------------- |
|       | 1     | 10      | 28 czerwca 2009     | 13 września 2009  | 9 października 2009  | 11 grudnia 2009   |                   |
|       | 2     | 10      | 27 czerwca 2010     | 12 września 2010  | 24 września 2010     | 19 listopada 2010 |                   |
|       | 3     | 10      | 2 października 2011 | 4 grudnia 2011    | 17 października 2011 | 19 grudnia 2011   |                   |

## Sezon 1 (2009)
| #  | Tytuł                                           | Reżyseria       | Scenariusz                                                    | Premiera         | Premiera HBO Polska  |
| -- | ----------------------------------------------- | --------------- | ------------------------------------------------------------- | ---------------- | -------------------- |
| 1  | „Pilot”                                         | Alexander Payne | Dmitry Lipkin, Colette Burson                                 | 28 czerwca 2009  | 9 października 2009  |
| 2  | „Great Sausage” – „Can I Call You Dick?”        | Craig Zisk      | Colette Burson, Dmitry Lipkin                                 | 12 lipca 2009    | 16 października 2009 |
| 3  | „Strange Friends” – „The Truth Is, You’re Sexy” | Scott Ellis     | Dmitry Lipkin, Colette Burson                                 | 19 lipca 2009    | 23 października 2009 |
| 4  | „The Pickle Jar”                                | David Petrarca  | Colette Burson, Dmitry Lipkin                                 | 26 lipca 2009    | 30 października 2009 |
| 5  | "Do it, Monkey!”                                | Bronwen Hughes  | Dmitry Lipkin, Colette Burson                                 | 2 sierpnia 2009  | 6 listopada 2009     |
| 6  | „Doris Is Dead” – „Are We Rich or Are We Poor?” | Matt Shakman    | Colette Burson, Dmitry Lipkin, Ellie Herman                   | 9 sierpnia 2009  | 13 listopada 2009    |
| 7  | „The Rita Flower” - „The Indelible Stench”      | Jim McKay       | Emily Kapnek                                                  | 16 sierpnia 2009 | 20 listopada 2009    |
| 8  | „Thith ith a Prothetic” – „You Cum Just Right”  | Bronwen Hughes  | Brett C. Leonard                                              | 23 sierpnia 2009 | 27 listopada 2009    |
| 9  | „This Is America” - „Fifty Bucks”               | Seith Mann      | Angela Robinson                                               | 30 sierpnia 2009 | 4 grudnia 2009       |
| 10 | „A Dick and a Dream” – „Fight the Honey”        | Dan Attias      | Dmitry Lipkin, Colette Burson, Emily Kapnek, Brett C. Leonard | 13 września 2009 | 11 grudnia 2009      |

## Sezon 2 (2010)
| #  | Tytuł                                                | Reżyseria          | Scenariusz                                                       | Premiera         | Premiera HBO Polska  |
| -- | ---------------------------------------------------- | ------------------ | ---------------------------------------------------------------- | ---------------- | -------------------- |
| 1  | „Just the Tip”                                       | Dan Attias         | Dmitry Lipkin, Colette Burson                                    | 27 czerwca 2010  | 24 września 2010     |
| 2  | „Tucson Is the Gateway to Dick” – „This is Not Sexy” | David Petrarca     | Dmitry Lipkin, Colette Burson, Julia Brownell                    | 11 lipca 2010    | 1 października 2010  |
| 3  | „Mind Bullets” – „Bang Bang Bang Bang Motherfucker”  | Jennifer Getzinger | Colette Burson, Dmitry Lipkin                                    | 18 lipca 2010    | 8 października 2010  |
| 4  | „Sing It Again, Ray” – „Home Plate”                  | Uta Briesewitz     | Brett C. Leonard                                                 | 25 lipca 2010    | 15 października 2010 |
| 5  | „A Man, a Plan”- „Thank You, Jimmy Carter”           | Adam Davidson      | Eileen Myers                                                     | 1 sierpnia 2010  | 22 października 2010 |
| 6  | „Beaverland”                                         | Lisa Cholodenko    | Angela Robinson                                                  | 8 sierpnia 2010  | 29 października 2010 |
| 7  | „The Middle East is Complicated”                     | Gloria Muzio       | Brett C. Leonard, Kyle Peck                                      | 15 sierpnia 2010 | 5 listopada 2010     |
| 8  | „Third Base” – „The Rash”                            | Bronwen Hughes     | Julia Brownell, Eileen Myers                                     | 22 sierpnia 2010 | 12 listopada 2010    |
| 9  | „Fat Off My Love” – „I’m the Allergen”               | Colette Burson     | Angela Robinson                                                  | 29 sierpnia 2010 | 19 listopada 2010    |
| 10 | „Even Steven” – „Luckiest Kid in Detroit”            | Dan Attias         | Dmitry Lipkin, Eduardo Machado, Julia Brownell, Brett C. Leonard | 12 września 2010 | 19 listopada 2010    |

## Sezon 3 (2011)
| #  | Tytuł                                                    | Reżyseria      | Scenariusz                      | Premiera             | Premiera HBO Polska  |
| -- | -------------------------------------------------------- | -------------- | ------------------------------- | -------------------- | -------------------- |
| 1  | „Don’t Give Up on Detroit” – „Hung Like a Horse”         | Colette Burson | Dmitry Lipkin, Colette Burson   | 2 października 2011  | 17 października 2011 |
| 2  | „Take the Cake”- „Are You Packing?”                      | Uta Briesewitz | Julia Brownell                  | 9 października 2011  | 24 października 2011 |
| 3  | „Mister Drecker” – „Ease Up on the Whup-Ass”             | Gloria Muzio   | Eduardo Machado Drew Lindo      | 16 października 2011 | 31 października 2011 |
| 4  | „Fuck Me, Mr. Drecker” – „Let’s Not Go to Jail”          | Dan Attias     | Brett C. Leonard                | 23 października 2011 | 7 listopada 2011     |
| 5  | „We’re Golden” – „Crooks and Big Beaver”                 | Gloria Muzio   | Colette Burson, Dmitry Lipkin   | 30 października 2011 | 14 listopada 2011    |
| 6  | „Money on the Floor”                                     | Uta Briesewitz | Angela Robinson Julia Brownell  | 6 listopada 2011     | 21 listopada 2011    |
| 7  | "What’s Going on Downstairs?" – "Don’t Eat Prince Eric!” | Bronwen Hughes | Eduardo Machado, Micah Schraft  | 13 listopada 2011    | 28 listopada 2011    |
| 8  | „I, Sandee” – „This Sex. Which Is. Not One.”             | Adam Davidson  | Angela Robinson, Alex Kondracke | 20 listopada 2011    | 5 grudnia 2011       |
| 9  | „A Monkey Named Simian” – „Frances is Not a Fan”         | Howard Deutch  | Brett C. Leonard, Eileen Myers  | 27 listopada 2011    | 12 grudnia 2011      |
| 10 | „The Whole Beefalo”                                      | Adam Davidson  | Kyle Peck                       | 4 grudnia 2011       | 19 grudnia 2011      |